# Bianca Jagger
Bianca Jagger, nascida Bianca Pérez-Mora Macías (Manágua, 2 de maio de 1950), é uma ativista social e política nascida na Nicarágua que se tornou mundialmente conhecida após ter se casado com Mick Jagger dos Rolling Stones.